# 와타나베 도시오 (경제학자)
와타나베 도시오(일본어: 渡辺 利夫, 1939년 6월 22일~ )는 일본의 경제학자로 개발경제학을 주 전공으로 하고 있다. 야마나시현 고후시 출신이다. 신탈아론(新脫亞論)의 주창자이기도 하다.

## 주요 경력
- 1963년 : 게이오 대학 경제학부 졸업
- 1970년 : 게이오 대학 대학원 박사과정 수료
- 1979년 : 박사 학위 취득
- 쓰쿠바 대학 교수
- 도쿄 공업대학 교수, (현)명예교수
- 2000년 : 다쿠쇼쿠 대학 교수
- 2005년 : 다쿠쇼쿠 대학 학장(현)

## 주요 저서 및 수상경력
- 成長のアジア　停滞のアジア(1985, 제3회 요미우리-요시노사쿠조 상(ja) 수상)
- 開発経済学　経済学と現代アジア（1986, 제3회 오오히라 마사요시 기념상() 수상)
- 西太平洋の時代(1989, 제2회 아시아-태평양상(ja) 대상 수상)
- 神経症の時代―わが内なる森田正馬(1996, 제5회 가이코 다케시상(ja) 수상)
- アジア経済の構図を読む(1998)
- 中国経済は成功するか(1998)
- 種田山頭火の死生―ほろほろほろびゆく(1998)
- 現代アジアを読む(1999)
- 海の中国(2001)
- 心のライフデザイン―自分探しの旅へのマニュアル(2003)
- 私のなかのアジア(2004)